# Домб'є (Іновроцлавський повіт)
Домб'є (пол. Dąbie) — село в Польщі, у гміні Роєво Іновроцлавського повіту Куявсько-Поморського воєводства.
Населення — 143 особи (2011).
У 1975-1998 роках село належало до Бидгощського воєводства.

## Демографія
Демографічна структура станом на 31 березня 2011 року:
|          | Загалом | Допрацездатний вік | Працездатний вік | Постпрацездатний вік |
| -------- | ------- | ------------------ | ---------------- | -------------------- |
| Чоловіки | 76      | 22                 | 50               | 4                    |
| Жінки    | 67      | 18                 | 42               | 7                    |
| Разом    | 143     | 40                 | 92               | 11                   |